# Monophosphure de carbone
Le monophosphure de carbone est un radical de formule chimique CP.  Il est caractérisé par une longueur de liaison d'environ 1,562 Å. CP a été détecté dans l'enveloppe circumstellaire d'IRC +10216.